# Sătuc, Brăila
Sătuc (în trecut, Slobozia-Galbenu) este un sat în comuna Galbenu din județul Brăila, Muntenia, România.
La sfârșitul secolului al XIX-lea, satul se numea Slobozia-Galbenu și constituia o comună de sine stătătoare, ce făcea parte din plasa Râmnicul de Jos a județului Râmnicu Sărat. Comuna avea 547 de locuitori, și în ea funcționau o moară cu aburi, o școală și o biserică ortodoxă clădită de paharnicul Hristodor în 1837.
În 1925, comuna Slobozia-Galbenu avea în componență și satul Robeasca, și avea în total 1011 locuitori.
În 1950, comuna a fost desființată, satul Robeasca constituind o comună separată, iar satul Slobozia-Galbenu fiind transferat la comuna Galbenu.